# Шмани (Витебская область)
Шмани — деревня в Городокском районе Витебской области Белоруссии. Входит в состав Межанского сельсовета, ранее входила в Руднянский сельсовет.
Находится в примерно 6 верстах к западу от деревни Узкое.

## Население
- 1999 год — 43 человека
- 2010 год — 20 человек[3]
- 2019 год — 7 человек[1]